# Чёрные волки
«Чёрные волки» — российский восьмисерийный телевизионный фильм 2011 года режиссёра Дмитрия Константинова.

## Сюжет
Город Ярославль, 1954 год. Главный герой, бывший сотрудник УГРО Павел Хромов, осуждённый на восемь лет, после освобождения узнаёт, что его сестру убили люди из загадочной ОПГ «Чёрные волки». На месте преступления бандиты оставляют волчью голову. Хромову предстоит найти и обезвредить банду и вернуть себе честное имя капитана милиции.
За основу сценария взята история о несуществующей воинской части, которую возглавлял аферист полковник Павленко. Банда «Чёрные волки» и Павел Хромов были придуманы автором сценария.
Съёмки фильма проходили в Переславле-Залесском, Тутаеве и Ярославле, в реальных бараках, домах и квартирах.

## Содержание серий
1 серия
1954 год. Бывший оперуполномоченный Ярославского угрозыска Павел Хромов, осуждённый на восемь лет за преступление, которого не совершал, возвращается из тюрьмы в родной город. Он приезжает с твёрдым намерением выяснить, кто из сослуживцев его подставил. Но дома Хромова ждёт новый удар. Его сестру Лизу убили «Чёрные волки» — так провинциальные жители называют организованную группировку, которая держит в страхе весь город. На месте преступления, как чёрную метку, бандиты оставляют волчью голову. Не выдержав потрясения, умирает мать Павла.
2 серия
Аналитик отдела по борьбе с бандитизмом Юрий Ильич Гарозий предлагает Хромову вместе искать банду, но Павел решает действовать самостоятельно. Тем временем сын Веры Костик пропадает на барахолке. По словам свидетельницы, мальчик увязался за неизвестным мужчиной в шляпе. Случайно увидев рисунки Костика, Хромов делает вывод, что тот мог видеть убийцу. Это значит, что ребёнку грозит опасность. Хромову вместе с другом детства Олегом Севостьяновым по прозвищу Савося удаётся выйти на мужчину в шляпе…
3 серия
Филиппа Монина находят убитым ножом в сердце. Так же была убита и Лиза, но зацепок по-прежнему никаких. Павла арестовывают по подозрению в убийстве Филиппа. Подполковник Антон Гладыш намерен упрятать его за решётку. Гарозий готов помочь Павлу снять с него подозрение, если тот согласится участвовать в операции по обнаружению банды. Вера опознаёт тело сына.
4 серия
Хромов начинает подготовку собственной банды, в которую, кроме Савоси, привлекает местных бандитов Гриню и Митяя. Гарозий исследует место убийства учителя и его жены. Гладыш предполагает, что в угрозыске завёлся «стукач». Гарозий и Хромов, в тайне от руководства, начинают подготовку к операции. Поиски выводят Гарозия на строительную часть, которой командует Клименко.
5 серия
Банда Хромова готовится к нападению на пищевой комбинат. Врачи борются за жизнь Юрия Ильича. Оставшись без прикрытия, Павел Хромов решает продолжить операцию, несмотря на то, что для оперативников он теперь — такой же бандит, как и «Чёрные волки». Майору Тумилевичу и лейтенанту Прилукову кажется подозрительным последнее ограбление инкассаторов. Хромов обращается за помощью в поимке банды к местным уголовным авторитетам.
6 серия
«Чёрных волков» пока мало волнует, что кто-то позаимствовал их «почерк». Тумилевич и Прилуков пытаются узнать, что делал Гарозий за несколько часов до покушения. Банда Хромова идёт на открытую провокацию, чтобы как можно быстрее выманить «Волков» из их логова. В руки Гладыша попадают фотороботы Грини и Митяя. Вера находит деньги и делает вывод, что Павел встал на путь криминала.
7 серия
С помощью блатных Хромову удаётся выйти на одного из «Волков» — начальника склада Гречнева по прозвищу Греча. Гладыш с опергруппой, захватив на барахолке Гриню, Митяя и Савосю, ищет главаря банды — Хромова. Тумилевич и Прилуков не верят в виновность Павла. Хромов попадает в устроенную оперативниками засаду. С трудом уйдя от погони, он берёт в заложники жену и дочь Гречи, звонит ему в часть и назначает встречу.
8 серия
Тумилевич и Прилуков приходят к выводу, что Хромов прячется в котельной. Павла они не находят, зато им удаётся побеседовать с женой Гречи. Разговор с ней снова выводит оперативников на часть полковника Клименко. Павел под видом уголовника встречается с главарём банды — капитаном Виктором Сикорой. Хромов предлагает Сикоре вместе взять «камешки княжны Голициной». На запрос Гладыша в Минобороны о строительной части Клименко приходит ответ.

## В ролях
- Сергей Безруков — Павел Трофимович Хромов, (бывший) действующий сотрудник УГРО, капитан
- Александр Коршунов —  Юрий Ильич Гарозий, майор, сотрудник УГРО
- Дарья Мороз — Вера Самарина, бывшая подруга Хромова
- Дмитрий Мухамадеев — Олег Севастьянов, бывший барыга по кличке «Савося», сосед и друг детства Хромова
- Александр Голубев — Владимир Гречнев, старший лейтенант, начальник склада военно-строительной части
- Владимир Капустин — Виктор Иванович Сикора, капитан, заместитель Клименко по тылу
- Владимир Юматов — Николай Иванович Клименко, полковник, командир военно-строительной части
- Алёна Хмельницкая — Лариса Марковна Клименко
- Анатолий Кот — Антон Иванович Гладыш, подполковник, руководитель следственной группы
- Кристина Бабушкина — Валентина, соседка
- Анна Уколова — Клеопатра («Клёпа»), певичка в пивной (вокал «Чёрный ворон»)
- Олег Соколов — Митяй Егоров, водитель грузовика
- Анатолий Гущин — Гриня, сообщник Митяя
- Юлия Рувинская — Анна Михайловна, мать Глеба Алдонина
- Юлия Свежакова — Надежда Петровна Мирошина, библиотекарь
- Евгений Серов — Макар Степаныч Тумилевич, майор, опер
- Андрей Барило — Филипп Монин
- Евгений Антропов — Боря Прилуков, лейтенант, опер
- Сергей Журавель — Аркадий Эдуардович Ганевич, эксперт
- Олег Заболотный — Бараев, полковник, начальник УГРО
- Пётр Томашевский — Сергей Сонин, работник УГРО
- Михаил Горский — Батлук, оперативник
- Денис Беспалый — Матвей Дудкин
- Владимир Виноградов — Алексей Фадеев, комиссар
- Ольга Анохина — Маша-Ромашиха, соседка Хромова
- Денис Елисеев — Костик Самарин, сын Веры
- Игорь Арташонов — Семён, старшина военно-строительной части
- Юрий Ваксман — Гаспар, уголовный авторитет
- Андрей Демченко — «Репа», бандит
- Елена Серова — соседка Хромова
- Виталий Московой — инкассатор
- Юрий Павлов — эпизод
- Инна Пиварс — мать маленького Сикоры
- Баракят Бахадори — эпизод
- Александр Маркелов — эпизод
- Татьяна Маковчик (Бегинь) — эпизод
- Тигран Манасян — эпизод
- Юрий Ковшов — эпизод
- Михаил Ремизов — Василий Архипович Уваров, профессор
- Анастасия Безбородова — Лиза Хромова, сестра Павла
- Рустэм Султангузин — «Татарин», криминальный авторитет
- Дмитрий Лизунов — эпизод
- Андрей Зубков — эпизод
- Назар Артамонов — эпизод
- Олег Челноков — Юзик, торговец на барахолке
- Вячеслав Беляев — Всеволод Олегович Дурындин, сельский учитель, в прошлом учёный-генетик
- Татьяна Гришкова — Дурындина
- Илья Коврижных — Валерий Глускин, инженер-строитель
- Ольга Торопова — эпизод
- Николай Лавров — «Колода»
- Наталья Кучеренко — эпизод
- Анна Бачалова — Варвара, бухгалтер на пищевом комбинате
- Александр Тихомиров — эпизод
- Михаил Асанкин — официант Борис
- Илья Ригин — ефрейтор
- Юрий Иванов — майор строительной части
- Елена Лагута — Люба, жена Гречнева
- Александр Резалин — Вадим Андреевич Юровский, работник котельной, бывший адвокат
- Игорь Каминских — эпизод
- Юрий Бигулов — эпизод
- Виктор Ямщиков — эпизод
- Дмитрий Артамонов — эпизод
- Александр Чмелёв — Колюня (сосед Хромова, пьяница)
- Илья Варанкин — эпизод
- Егор Мусиенко — санитар
- Андрей Корф — певец в пивной (исполнение песен: «Летят перелётные птицы» (муз. М. Блантер, сл. М. Исаковский); «В городском саду» (муз. М. Блантер, сл. А. Фатьянова); «Лампочка», «Мальчик мой» (сл. и муз. А. Корфа) (нет в титрах)
- Дмитрий Поддубный — капитан милиции, участковый

## Съёмочная группа
- Режиссёр: Дмитрий Константинов
- Сценарист: Дмитрий Константинов
- Оператор: Александр Щурок
- Постановщик трюков: Виталий Московой
- Композитор: Дарин Сысоев
- Художник-постановщик: Юрий Устинов
- Художник по костюмам: Павел Липатов
- Звукорежиссёр: Руслан Абросимов
- Продюсеры: Алексей Моисеев, Давид Дишдишян
- Производство: ДТ Продакшн